# В мире книг
«В ми́ре книг» — советский ежемесячный критико-библиографический журнал на русском языке, издававшийся в Москве в 1961—1989 годах и посвящённый вопросам книговедения, издательского дела, оформления книги, книгораспространения и книжной торговли, описанию новых изданий, освещению деятельности Всесоюзного добровольного общества любителей книги.
Основные разделы: «Общество и политика», «Наука и техника», «Опыт народного труда», «Литература и искусство», «Университет чтения», «Зарубежная литература».

## История
Начал издаваться взамен журнала «Что читать», выходившего по инициативе Н. К. Крупской в 1936—1941 годах, поэтому редакция журнала вела его историю с сентября 1936 года.
До 1961 года являлся журналом Министерства культуры РСФСР, в 1961—1963 годах — органом Министерств культуры СССР и РСФСР, в 1964—1965 годах — Государственного комитета Совмина СССР по печати, в 1966—1972 годах — Комитета по печати при Совмине СССР, в 1972—1973 годах — Государственного комитета по делам издательств, полиграфии и книжной торговли, в 1974—1989 годах — Государственного комитета Совмина СССР и Совмина РСФСР по делам издательств, полиграфии и книжной торговли.
В январе 1973 года был объединён с журналом «Книжная торговля».
Тираж: 85 тысяч экземпляров в 1970 году, 75 тысяч в 1980 году, 44 тысяч в 1985 году.
В 1990 году реорганизован в литературно-публицистический журнал «Слово».